# دير مفضل
دير مفضل هي إحدى القرى المحتلة والمدمرة التابعة لمركز الخشنية التابع لمحافظة القنيطرة في هضبة الجولان بجنوب غرب سوريا.
خربة أثرية في الجولان، قرية تنورية، ناحية الخشنية منطقة مركز محافظة القنيطرة (632م) تقع جنوب غرب قرية تنورية، جرى فيها تنقيب أثري فظهر جدار حجري يعود إلى العهد البيزنطي، حجارته منحوتة ومزخرفة بكتابات يونانية. وكذلك بقايا جرن معصرة ومقبرة تعود إلى العهد البيزنطي، وقبور كثيرة تعود إلى ماقبل التاريخ تتناثر حول المزرعة. كما وجد فخار يعود إلى العهدين البيزنطي والعربي الإسلامي.